# Avusrennen 1932
Avusrennen 1932 je bila enajsta neprvenstvena dirka v sezoni Velikih nagrad 1932. Odvijala se je 22. maja 1932 na nemškem dirkališču AVUS v okolici Berlina, istega dne je potekala še dirka za Veliko nagrado Casablance.